# Lucilia calviceps
Lucilia calviceps este o specie de muște din genul Lucilia, familia Calliphoridae, descrisă de Mario Bezzi în anul 1927. Conform Catalogue of Life specia Lucilia calviceps nu are subspecii cunoscute.